# Echeandia ciliata
Echeandia ciliata là một loài thực vật có hoa trong họ Măng tây. Loài này được (Kunth) Cruden mô tả khoa học đầu tiên năm 1986.